# Долиняни (Дністровський район)
Долиня́ни — село в Україні, у Недобоївській сільській громаді Дністровського району Чернівецької області.

## Історія
За даними на 1859 рік у власницькому селі Хотинського повіту Бессарабської губернії, мешкало 1066 осіб (539 чоловічої статі та 517 — жіночої), налічувалось 212 дворових господарств, існувала православна церква.
Станом на 1886 рік у власницькому селі Данкоуцької волості мешкало 1159 осіб, налічувалось 240 дворових господарств, існувала православна церква.

## Населення

### Мова
Розподіл населення за рідною мовою за даними перепису 2001 року:
| Мова            | Кількість | Відсоток |
| --------------- | --------- | -------- |
| українська      | 1565      | 99.49%   |
| російська       | 4         | 0.26%    |
| румунська       | 3         | 0.19%    |
| інші/не вказали | 1         | 0.06%    |
| Усього          | 1573      | 100%     |

## Уродженці села
- Перепічка Іван Васильович (1915-1977), народився в селі Долиняни Хотинського повіту. Закінчив Хотинську гімназію. Потім служив псаломщиком. В 1970 році єпископом Чернівецьким і Буковинським Феодосієм висвячений в сан пресвітера. Служіння проходив при Свято-Михайлівській церкві села Форосна Новоселицького району Чернівецької єпархії, а з 1977 року до кончини — в Свято-Димитріївській церкві в селі Білоусівка Сокирянського району. Помер 25 вересня 1977 року, після нетривалої хвороби. Похований на цвинтарі в рідному селі Долиняни Хотинського району Чернівецької області.
- Ротар Валерій Іванович (1963—2016) — солдат Збройних сил України, учасник російсько-української війни.